# Großer Preis von Frankreich 1950
Der Große Preis von Frankreich 1950 (offiziell XXXVII Grand prix de l’A.C.F.) fand am 2. Juli auf dem Circuit de Reims-Gueux in Reims statt und war das sechste Rennen der Automobil-Weltmeisterschaft 1950.

## Bericht

### Hintergrund
Nach dem Großen Preis von Belgien führte Giuseppe Farina in der Fahrerwertung mit vier Punkten vor Luigi Fagioli und mit fünf Punkten vor Juan Manuel Fangio. Zum Rennen gingen 19 Nennungen ein. Ferrari trat nicht mit dem Werks-Team an, sondern war nur durch den Privatier Peter Whitehead vertreten.

### Training und Qualifying
Das Training auf dem schnellen Kurs wurde von den Werks-Alfa Romeo dominiert. Fangio sicherte sich die Pole-Position vor Farina und Fagioli. Der beste Nicht-Alfa war fast fünf Sekunden langsamer als der drittplatzierte Alfa von Fagioli.

### Rennen
Wie sich im Training schon angedeutet hatte, waren die Alfa Romeo auf dem schnellen Kurs die Top-Favoriten. So führten sie auch nach dem Start das Feld an mit Farina an der Spitze. In der 18. Runde musste er jedoch die Box ansteuern, um dort seine defekte Benzinpumpe reparieren zu lassen. Dies kostete ihn über sieben Minuten. Dennoch gelang es ihm bis zur Halbzeit des Rennens wieder auf den dritten Platz vorzustoßen. Kurz danach hatte er jedoch wieder Pech und er musste nochmals an die Box, stieß wieder auf den dritten Platz vor und musste seinen Wagen schließlich mit endgültig defekter Benzinpumpe neun Runden vor Schluss auf der Strecke abstellen. Dadurch erbte Whitehead den dritten Platz, was sein einziges Podium in seiner Formel-1-Karriere bleiben sollte. Vom Defekt Farinas profitierte in erster Linie Fangio, der das Rennen unangefochten gewinnen konnte und auch die Führung in der Fahrer-WM übernahm.
Aufgrund der hohen Temperaturen wurden die Motoren enorm belastet. Dies führte dazu, dass alle gestarteten Maseratis mit Motorschaden aufgeben mussten und auch die Talbots ständig Kühlwasser nachfüllen mussten.

## Meldeliste
| Team                    | Nr. | Fahrer                | Chassis              | Motor      | Reifen |
| ----------------------- | --- | --------------------- | -------------------- | ---------- | ------ |
| Alfa Romeo              | 02  | Giuseppe Farina       | Alfa Romeo 158       | Alfa Romeo | P      |
| Alfa Romeo              | 04  | Luigi Fagioli         | Alfa Romeo 158       | Alfa Romeo | P      |
| Alfa Romeo              | 06  | Juan Manuel Fangio    | Alfa Romeo 158       | Alfa Romeo | P      |
| Talbot-Lago             | 12  | Raymond Sommer        | Talbot-Lago T26C-DA  | Talbot     | D      |
| Team Peter Whitehead    | 14  | Peter Whitehead       | Ferrari 125F1        | Ferrari    | D      |
| Team Philippe Etancelin | 16  | Eugène Chaboud        | Talbot-Lago T26C-DA  | Talbot     | D      |
| Team Philippe Etancelin | 16  | Philippe Étancelin    | Talbot-Lago T26C-DA  | Talbot     | D      |
| Talbot-Lago             | 18  | Yves Giraud-Cabantous | Talbot-Lago T26C-DA  | Talbot     | D      |
| Talbot-Lago             | 20  | Louis Rosier          | Talbot-Lago T26C-DA  | Talbot     | D      |
| Team Pierre Levegh      | 22  | Pierre Levegh         | Talbot-Lago T26C     | Talbot     | D      |
| Ecurie Lutetia          | 24  | Eugène Chaboud        | Talbot-Lago T26C     | Talbot     | D      |
| Team Charles Pozzi      | 26  | Louis Rosier          | Talbot-Lago T26C     | Talbot     | D      |
| Team Charles Pozzi      | 26  | Charles Pozzi         | Talbot-Lago T26C     | Talbot     | D      |
| Maserati                | 28  | Franco Rol            | Maserati 4CLT/48     | Maserati   | P      |
| Maserati                | 30  | Louis Chiron          | Maserati 4CLT/48     | Maserati   | P      |
| Scuderia Ambrosiana     | 32  | Reg Parnell           | Maserati 4CLT/48     | Maserati   | D      |
| Scuderia Ambrosiana     | 34  | David Hampshire       | Maserati 4CLT/48     | Maserati   | D      |
| Scuderia Achille Varzi  | 36  | José Froilán González | Maserati 4CLT/48     | Maserati   | P      |
| Scuderia Milano         | 40  | Felice Bonetto        | Maserati 4CLT/50     | Maserati   | P      |
| Ecurie Belge            | 42  | Johnny Claes          | Talbot-Lago T26C     | Talbot     | D      |
| Simca-Gordini           | 44  | Robert Manzon         | Simca-Gordini T15 GC | Gordini    | E      |

## Klassifikation

### Qualifying
| Pos. | Fahrer                | Konstrukteur  | Zeit      | Startreihe |
| ---- | --------------------- | ------------- | --------- | ---------- |
| 01   | Juan Manuel Fangio    | Alfa Romeo    | 2:30,6    | 01         |
| 02   | Giuseppe Farina       | Alfa Romeo    | 2:32,5    | 01         |
| 03   | Luigi Fagioli         | Alfa Romeo    | 2:34,7    | 01         |
| 04   | Philippe Étancelin    | Talbot-Lago   | 2:39,0    | 02         |
| 05   | Yves Giraud-Cabantous | Talbot-Lago   | 2:42,7    | 02         |
| 06   | Louis Rosier          | Talbot-Lago   | 2:46,0    | 03         |
| 07   | Franco Rol            | Maserati      | 2:46,7    | 03         |
| 08   | José Froilán González | Maserati      | 2:48,0    | 03         |
| 09   | Eugène Chaboud        | Talbot-Lago   | unbekannt | 04         |
| 10   | Pierre Levegh         | Talbot-Lago   | 2:49,0    | 04         |
| 11   | Felice Bonetto        | Maserati      | 2:51,0    | 05         |
| 12   | Reg Parnell           | Maserati      | 2:54,0    | 05         |
| 13   | Robert Manzon         | Simca-Gordini | 2:55,5    | 05         |
| 14   | Louis Chiron          | Maserati      | 2:55,9    | 06         |
| 15   | Johnny Claes          | Talbot-Lago   | 2:57,4    | 06         |
| 16   | Charles Pozzi         | Talbot-Lago   | 2:58,0    | 07         |
| 17   | Raymond Sommer        | Talbot-Lago   | 2:59,3    | 07         |
| 18   | David Hampshire       | Maserati      | 2:59,5    | 07         |
| 19   | Peter Whitehead       | Ferrari       | 3:01,0    | 08         |

### Rennergebnis
| Pos. | Fahrer                | Konstrukteur  | Runden | Zeit        | Start | schnellste Runde |
| ---- | --------------------- | ------------- | ------ | ----------- | ----- | ---------------- |
| 01   | Juan Manuel Fangio    | Alfa Romeo    | 64     | 2:57:52,8   | 01    | 2:35,6 (52.)     |
| 02   | Luigi Fagioli         | Alfa Romeo    | 64     | + 25,7      | 03    |                  |
| 03   | Peter Whitehead       | Ferrari       | 61     | + 3 Runden  | 18    |                  |
| 04   | Robert Manzon         | Simca-Gordini | 61     | + 3 Runden  | 12    |                  |
| 05   | Eugène Chaboud        | Talbot-Lago   | 33     | + 5 Runden  | 04    | 2:50,4           |
| 05   | Philippe Étancelin    | Talbot-Lago   | 26     | + 5 Runden  | 04    | 2:50,4           |
| 06   | Louis Rosier          | Talbot-Lago   | 42     | + 8 Runden  | 15    |                  |
| 06   | Charles Pozzi         | Talbot-Lago   | 14     | + 8 Runden  | 15    |                  |
| 07   | Giuseppe Farina       | Alfa Romeo    | 55     | DNF         | 02    |                  |
| 08   | Yves Giraud-Cabantous | Talbot-Lago   | 52     | + 12 Runden | 05    | 2:52,3           |
| –    | Pierre Levegh         | Talbot-Lago   | 37     | DNF         | 09    | 2:56,6           |
| –    | Felice Bonetto        | Maserati      | 15     | DNF         | 10    |                  |
| –    | Johnny Claes          | Talbot-Lago   | 12     | DNF         | 14    | 3:01,9           |
| –    | Louis Rosier          | Talbot-Lago   | 11     | DNF         | 06    | 2:50,9           |
| –    | Reg Parnell           | Maserati      | 10     | DNF         | 11    |                  |
| –    | Franco Rol            | Maserati      | 7      | DNF         | 07    |                  |
| –    | Louis Chiron          | Maserati      | 7      | DNF         | 13    |                  |
| –    | David Hampshire       | Maserati      | 6      | DNF         | 17    |                  |
| –    | Raymond Sommer        | Talbot-Lago   | 5      | DNF         | 16    | 2:57,3           |
| –    | José Froilán González | Maserati      | 4      | DNF         | 08    |                  |

## WM-Stand nach dem Rennen
Die ersten fünf bekamen 8, 6, 4, 3 bzw. 2 Punkte; einen Punkt gab es für die schnellste Runde. Es zählten nur die vier besten Ergebnisse aus sieben Rennen.

### Fahrerwertung
| Pos. | Fahrer                | Konstrukteur             | Punkte |
| ---- | --------------------- | ------------------------ | ------ |
| 01   | Juan Manuel Fangio    | Alfa Romeo               | 26     |
| 02   | Luigi Fagioli         | Alfa Romeo               | 24     |
| 03   | Giuseppe Farina       | Alfa Romeo               | 22     |
| 04   | Louis Rosier          | Talbot-Lago              | 10     |
| 05   | Johnnie Parsons       | Kurtis Kraft-Offenhauser | 9      |
| 06   | Alberto Ascari        | Ferrari                  | 8      |
| 07   | Prinz Bira            | Maserati                 | 5      |
| 08   | Peter Whitehead       | Ferrari                  | 4      |
| 09   | Bill Holland          | Deidt-Offenhauser        | 4      |
| 10   | Reg Parnell           | Alfa Romeo               | 4      |
| 11   | Louis Chiron          | Maserati                 | 4      |
| 12   | Mauri Rose            | Deidt-Offenhauser        | 4      |
| 13   | Yves Giraud-Cabantous | Talbot-Lago              | 4      |
| 14   | Raymond Sommer        | Talbot-Lago / Ferrari    | 3      |
| 15   | Robert Manzon         | Simca-Gordini            | 3      |
| 16   | Felice Bonetto        | Maserati                 | 2      |
| 17   | Cecil Green           | Kurtis Kraft-Offenhauser | 2      |
| 18   | Joie Chitwood         | Kurtis Kraft-Offenhauser | 1      |
| 19   | Tony Bettenhausen     | Kurtis Kraft-Offenhauser | 1      |
| 20   | Philippe Étancelin    | Talbot-Lago              | 1      |
| 21   | Luigi Villoresi       | Ferrari                  | 0      |
| 22   | Charles Pozzi         | Talbot-Lago              | 0      |

| Pos. | Fahrer                  | Konstrukteur             | Punkte |
| ---- | ----------------------- | ------------------------ | ------ |
| 23   | Bob Gerard              | ERA                      | 0      |
| 24   | Pierre Levegh           | Talbot-Lago              | 0      |
| 25   | Emmanuel de Graffenried | Maserati                 | 0      |
| 26   | Cuth Harrison           | ERA                      | 0      |
| 27   | Nello Pagani            | Maserati                 | 0      |
| 28   | Johnny Claes            | Talbot-Lago              | 0      |
| 29   | Harry Schell            | Talbot-Lago / Cooper-JAP | 0      |
| 30   | Geoff Crossley          | Alta                     | 0      |
| 31   | Antonio Branca          | Maserati                 | 0      |
| 32   | David Hampshire         | Maserati                 | 0      |
| 33   | Joe Fry                 | Maserati                 | 0      |
| 34   | Brian Shawe-Taylor      | Maserati                 | 0      |
| –    | Joe Kelly               | Alta                     | 0      |
| –    | David Murray            | Maserati                 | 0      |
| –    | Eugène Martin           | Talbot-Lago              | 0      |
| –    | Peter Walker            | ERA                      | 0      |
| –    | Tony Rolt               | ERA                      | 0      |
| –    | Leslie Johnson          | ERA                      | 0      |
| –    | José Froilán González   | Maserati                 | 0      |
| –    | Maurice Trintignant     | Simca-Gordini            | 0      |
| –    | Franco Rol              | Maserati                 | 0      |
| –    | Eugène Chaboud          | Talbot-Lago              | 0      |